# Пенама
Пенама — провинция государства Вануату, занимающая территорию островов Пентекост, Аоба и Маэво, названия которых дали название провинции.

## География
Площадь суши 1193 км², крупнейший остров — Пентекост (площадь 490 км²). Административный центр провинции — город Саратамата на острове Аоба (Амбаэ), но в планах перенести столицу на другой остров из-за возможного извержения вулкана.

## Население
По данным переписи населения 2009 года население провинции составляло 30 819 человек (рост на 15,7 % по сравнению с переписью 2009 года). По плотности населения вторая из провинций Вануату после Шефы. Из общего числа жителей более половины (16 843) проживали на острове Пентекост, более трети (10 407) — на острове Амбаэ (Аоба). Более 40 % составляли дети и подростки в возрасте до 14 лет включительно, менее 10 % — люди в возрасте 60 лет и старше, медианный возраст — 19 лет.